# Michael R. Clifford
Michael Richard Uram „Rich“ Clifford (* 13. Oktober 1952 in San Bernardino, Kalifornien; † 28. Dezember 2021) war ein US-amerikanischer Astronaut.

## Zeit vor der NASA
Clifford erhielt 1974 einen Bachelor von der United States Military Academy (West Point) und 1982 einen Master in Luft- und Raumfahrttechnik vom Georgia Institute of Technology. 1974 ging er zur United States Army und wurde dort zum Piloten ausgebildet. Mit dem 2. US-Kavallerieregiment war er drei Jahre in Deutschland stationiert. Ab 1982 war er im Department of Mechanics in West Point Ausbilder und Assistenzprofessor. Im Dezember 1986 schloss er die Ausbildung zum Testpiloten ab.

## Astronautentätigkeit
Im Juli 1987 kam Michael Clifford ans Johnson Space Center und arbeitete dort im Space-Shuttle-Programm. Nach vergeblichen Bewerbungen für die 11. und 12. Astronautengruppe der NASA wurde Clifford im Januar 1990 mit der 13. Gruppe als Astronautenanwärter ausgewählt.

### STS-53
Am 2. Dezember 1992 flog Clifford als Missionsspezialist mit der Raumfähre Discovery zum ersten Mal in den Weltraum. Diese Mission wurde im Auftrag des US-Verteidigungsministeriums mit einer geheimen Nutzlast durchgeführt. Vermutlich handelte es sich um einen Spionagesatelliten zur Aufklärung von Funksignalen.

### STS-59
Seinen nächsten Einsatz als Missionsspezialist hatte Clifford am 9. April 1994. An Bord der Raumfähre Endeavour wurde die sogenannte Space-Radar-Laboratory-Mission (SRL) durchgeführt. SRL bestand aus drei großen Radaranlagen und einem Kohlenmonoxid-Sensor die für Untersuchungen der Erdoberfläche und der Atmosphäre eingesetzt wurden. Echtzeitbeobachtungen von Oberflächenmerkmalen und Wetterbedingungen zusammen mit über 14.000 Fotografien halfen den Forschern bei der Auswertung der Daten.

### STS-76
Am 22. März 1996 startete Clifford als Missionsspezialist mit der Raumfähre Atlantis zur russischen Raumstation Mir. Mit der dritten Rendezvous-Mission wurde die Astronautin Shannon Lucid zur Raumstation Mir gebracht. Zusätzlich wurden Versorgungsgüter, Ausrüstungen und Experimentiergut geliefert sowie technologische und biologische Experimente im Spacehab durchgeführt. Zusammen mit Linda M. Godwin montierte Clifford in einem sechsstündigen Außenbordeinsatz verschiedene Geräte an der Außenseite der Raumstation. Nur sehr wenige Personen, darunter Kommandant Kevin P. Chilton, wussten, dass bei Clifford zwei Jahre zuvor die Parkinson-Krankheit diagnostiziert worden war. Seitens der NASA hatte es keine Bedenken gegen Cliffords Einsatz gegeben, nach der Rückkehr entschied Clifford jedoch, keinen weiteren Raumflug mehr durchzuführen.

## Nach der NASA
Nach dem Ausscheiden aus der NASA wurde Clifford im Januar 1997 Flight Operations Manager des Raumstations-Programmes von Boeing.

## Privates
Michael Clifford war verheiratet und Vater zweier Kinder. 1994 wurde bei ihm die Parkinson-Krankheit diagnostiziert, er starb im Dezember 2021 im Alter von 69 Jahren an den Folgen der Erkrankung.